# Lycée Henri-Loritz
Le lycée Henri-Loritz est un établissement public local d'enseignement situé à Nancy en Meurthe-et-Moselle faisant partie de l'académie de Nancy-Metz. Il regroupe un lycée général et technologique, des classes préparatoires aux grandes écoles scientifiques, des classes de BTS et de licence professionnelle, et accueille un centre de formation d'apprentis (CFA) et le Greta Lorraine Centre. L'établissement compte plus de 2 600 élèves et autour de 200 enseignants.
Le lycée est fondé par Henri Loritz le 1er octobre 1844. Il devient successivement l'école professionnelle de l'Est en 1881, une école nationale professionnelle (ENP) en 1935 et un lycée technique d'État en 1959. Le lycée prend le nom de son fondateur en 1966.

## Historique

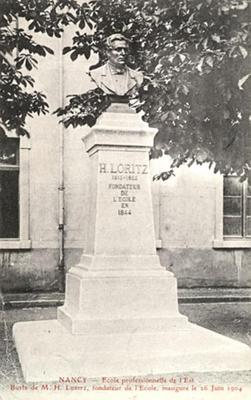
Buste d'Henri Loritz dans le lycée.

### École pratique de commerce et d'industrie de Nancy
Après la loi Guizot de 1833, instituant les Écoles primaires supérieures (EPS), une telle école est créée en 1835 à Nancy par la municipalité. L'École primaire supérieure de garçons de Nancy est maintenue par la Ville après la loi Falloux de 1850 qui ne reconnaît plus son statut. 
Elle reste l'une des rares EPS de France jusqu'en 1880. Après la rue Callot et la place Carnot, elle s'installe dans la Grande-Rue dans l'actuel Musée lorrain. 
Les enseignements pratiques de l'EPS sont regroupés pour former une EPCI (École pratique de commerce et d'industrie) par un décret du 6 novembre 1923. 

### École professionnelle de l'Est
Le 1er octobre 1844, le nancéien Henri Loritz fonde le pensionnat Callot installé rue du Tapis-Vert.
En 1881, son successeur André Tabellion restructure l'école en une société par actions regroupant une grande partie de notables de la région sous le nom d'École professionnelle de l'Est.

L'École professionnelle de l'Est en 1896
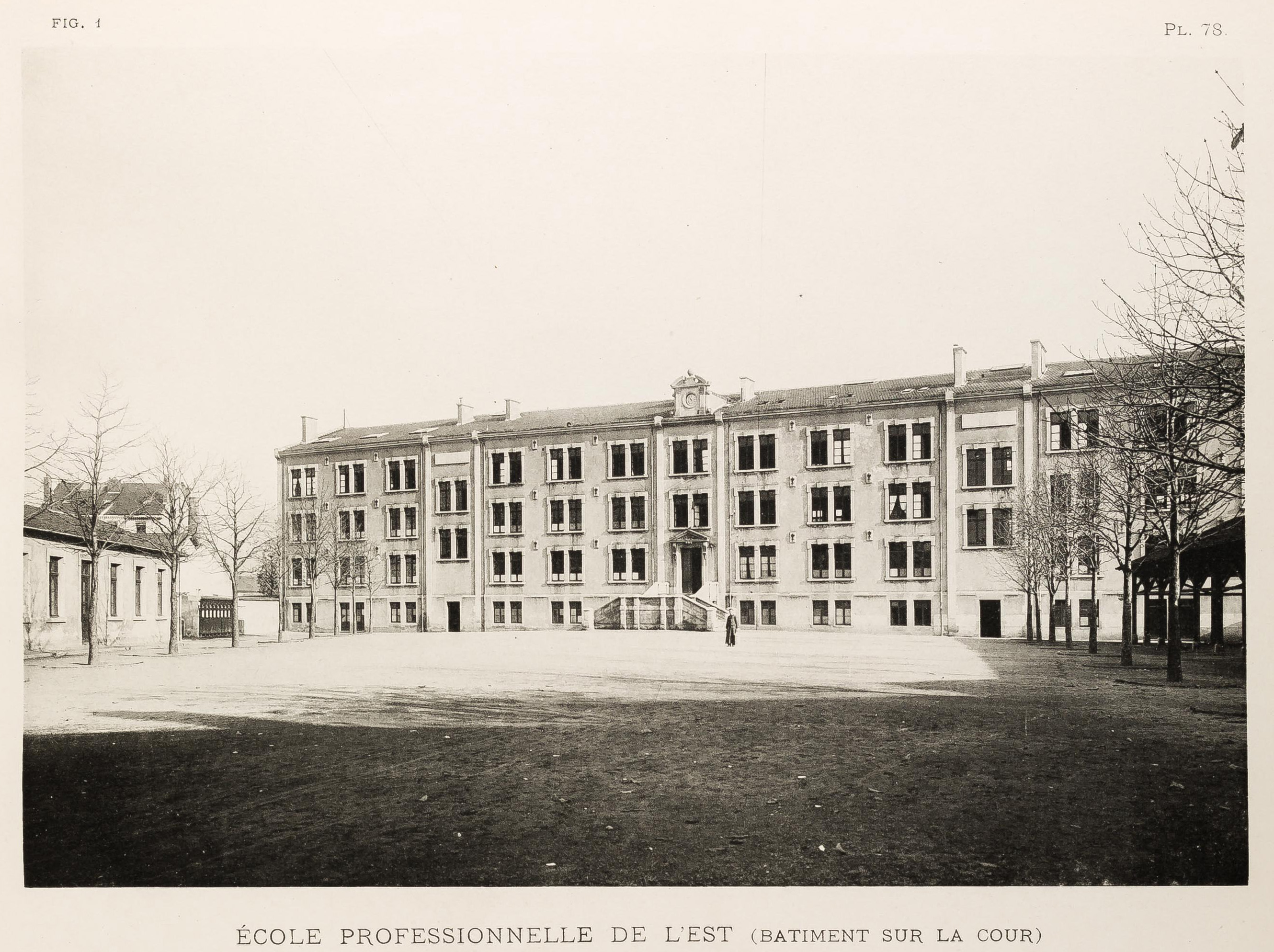
Bâtiment sur la cour.
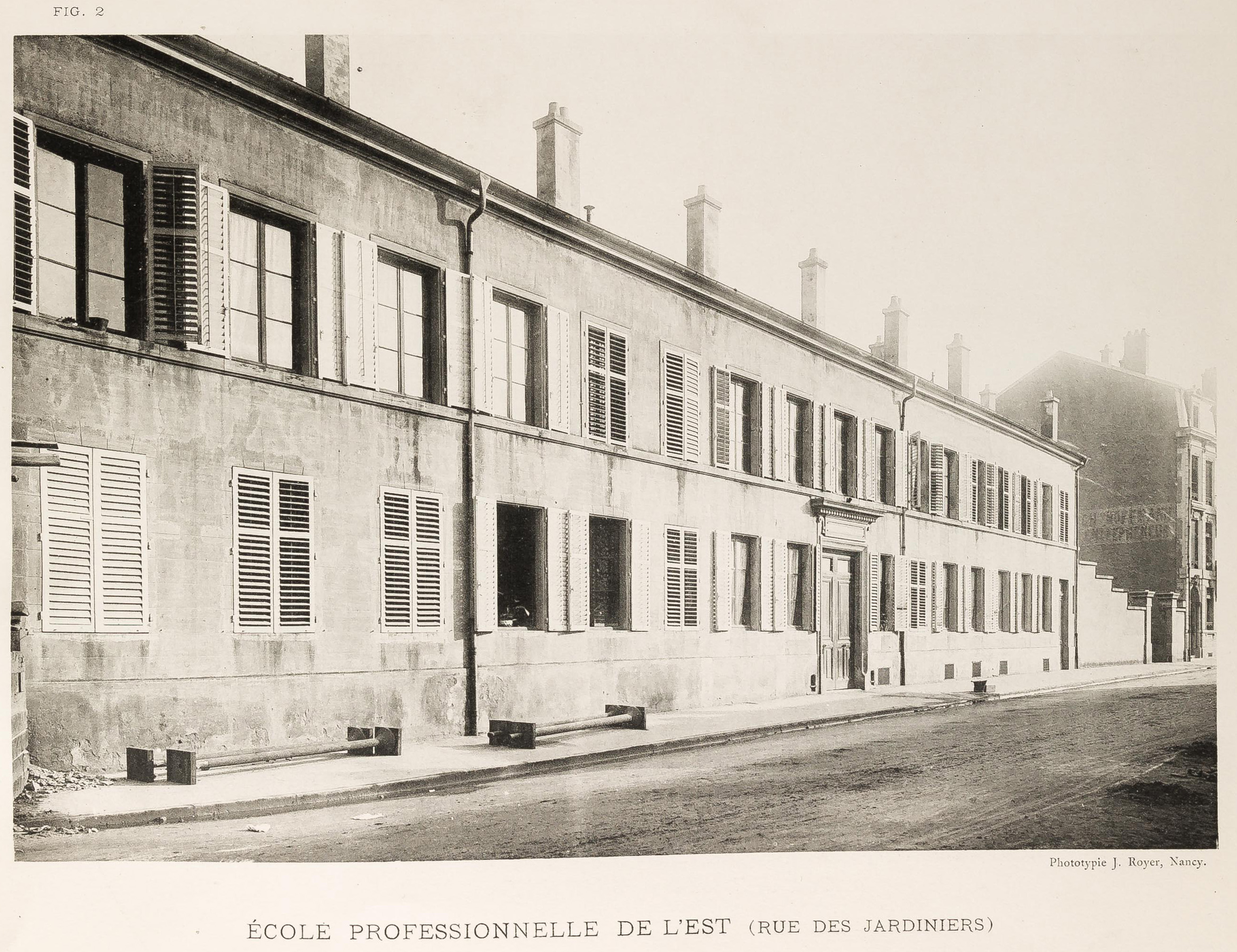
Rue des Jardiniers.

Racheté par l'État en 1935, l'établissement devient une École nationale professionnelle (ENP) et fusionne avec l'École primaire supérieure (EPS) de Nancy fondée en 1835,. 

### École nationale professionnelle de Nancy
La loi de finances de 1931 transforme l'École pratique de commerce et d'industrie (EPCI) en École nationale professionnelle (ENP) de Nancy. En 1934, l'EPS entre dans de nouveaux locaux, rue Cyfflé. Au fronton du bâtiment sur rue on peut lire encore « École nationale professionnelle - École primaire supérieure de garçons ». L'ENP ne peut pas s'ouvrir car il manque un internat. Il faut attendre la fermeture de l'École professionnelle de l'Est (ex École Loritz), rue des Jardiniers, pour y installer un internat. L'ENP ouvre en octobre 1935.

### Lycée technique d'État
Un décret de 1959 transforme l'École nationale professionnelle (ENP) en un Lycée technique d'État (LTE). 
Le décret du 14 décembre 1963 crée un Lycée d'État mixte, rue Cyfflé. Ce Lycée partira à Tomblaine pour devenir le lycée Varoquaux. 
Le LTE issu de l'ENP est installé rue des Jardiniers et ne porte pas de nom. Le conseil de perfectionnement de ce lycée, par un vote unanime le 31 janvier 1966, demande que le Lycée porte le nom de Henri Loritz. Le conseil municipal de Nancy avalise ce choix en septembre.
Les bâtiments sont l'œuvre de l'architecte nancéien Émile André. Dans la cour se trouve une statue en bronze du fondateur Henri Loritz. Elle est l'œuvre d'Ernest Bussière et a été inaugurée le 26 juin 1904. Le mur droit du hall d'entrée comporte le nom de 203 des élèves et collaborateurs de l'École professionnelle de l'Est morts pendant la Première Guerre mondiale.
Depuis le 26 novembre 2007, le lycée accueille une antenne du réseau GNSS permanent (RGP), un système de positionnement par satellites en temps réel de l'IGN.
Le 8 septembre 2016, une fausse alerte signalant qu'un individu armé d'une kalachnikov avait ouvert le feu dans le lycée mobilise de nombreuses forces de police et provoque l'évacuation d'une partie des 2 000 élèves.

## Localisation et accès
Le lycée Henri-Loritz se trouve dans le quartier Charles III - Centre Ville de Nancy, à la limite du quartier Rives de Meurthe. Il est délimité au nord par la rue des Tiercelins, à l'est par la rue du Tapis-Vert et le boulevard Lobau, au sud par la rue Charles-III et à l'ouest par la rue des Jardiniers. L'entrée principale se situe au 29 rue des Jardiniers et une entrée annexe se trouve au 82-84 rue des Tiercelins.
Le lycée est accessible via les lignes du service de transport de l'agglomération nancéienne (Stan). Les arrêts Saint-Julien et Loritz situés à 500 mètres de l'établissement, sont desservis la ligne de bus à haut niveau de service no 3 et par les lignes d'autobus nos 5, 7, 9 et 13. Le lycée est également desservi par la ligne de transport léger guidé no 1 via l'arrêt Division de fer situé à 300 mètres.

### Direction
L'établissement est dirigé par un proviseur secondé par deux proviseurs adjoints.

### Restauration, hébergement et CDI
Le lycée possède un service de restauration scolaire.
Le lycée possède un internat destiné aux lycéens les plus éloignés et aux étudiants.
Le centre de documentation et d'information (CDI) compte de nombreux types de documents (revues, romans, mangas, bandes dessinées, documentaires et vidéos) ainsi qu'un espace informatique.

### Associations
Le lycée compte une Maison des lycéens (MDL) organisant des activités éducatives et culturelles. Il s'y trouve notamment un club manga, un club imaginales, un atelier théâtre et un atelier arts visuels.
L'association sportive propose des sports tels que le handball, le rugby, le futsal, le basket-ball, le tennis de table, le badminton, l'escalade, la musculation, le kayak, l'aviron ou d'autres sports de plein air.

## Enseignement
Le lycée Henri-Loritz regroupe dans un même établissement un lycée préparant à plusieurs baccalauréats généraux et technologiques, des classes préparatoires aux grandes écoles (CPGE), et plusieurs sections délivrant des brevets de technicien supérieur (BTS) et une licence professionnelle. Il accueille également un centre de formation d'apprentis (CFA) préparant des brevets de technicien supérieur (BTS), une licence professionnelle, un diplôme de mention complémentaire (MC) et délivrant d'autres formations.

### Lycée
Le lycée compte une filière générale : la scientifique (S) avec les spécialités sciences de l'ingénieur (SI) et sciences de la vie et de la Terre (SVT) ; ainsi que deux filières technologiques : sciences et technologies du design et des arts appliqués (STD2A) et sciences et technologies de l'industrie et du développement durable (STI2D) avec les spécialités énergie et environnement (EE), innovation technologique et éco-conception (ITEC) et système d'information et numérique (SIN).
Il propose comme langues étrangères vivantes l'anglais, l'allemand, l'espagnol et l'italien.

#### Classement du lycée
Selon L'Express en 2017, le lycée se classe 4e sur 26 au niveau départemental quant à la qualité d'enseignement, et 436e sur 2 277 au niveau national. Le classement s'établit sur trois critères : le taux de réussite au baccalauréat, la proportion d'élèves de première qui obtient le baccalauréat en ayant fait les deux dernières années de leur scolarité dans l'établissement, et la valeur ajoutée, c'est-à-dire la capacité à faire progresser les élèves compte tenu de leur origine sociale, de leur âge et de leurs résultats au diplôme national du brevet.
| Année | 2010 | 2011 | 2012 | 2013 | 2014 | 2015 | 2016 | 2017 | 2018 | 2019 | 2020 | 2021 |
| Taux  | 86 % | 93 % | 90 % | 95 % | 94 % | 95 % | 95 % | 93 % | 92 % | 93 % | 96 % | 96 % |

### Classe préparatoires aux grandes écoles (CPGE)
Le lycée compte une filière de classe préparatoire aux grandes écoles (CPGE) : la scientifique « Maths Sup / Maths Spé » avec les options PCSI / PSI et PTSI / PT.
Il propose comme langues étrangères vivantes l'anglais, l'allemand, l'espagnol et l'arabe.

#### Classements des CPGE
Le classement national des classes préparatoires aux grandes écoles (CPGE) se fait en fonction du taux d'admission des élèves dans les grandes écoles (L'Étudiant retient 11 écoles pour la filière PSI et 11 écoles pour la filière PT).
| Filière | Élèves admis dans une grande école | Taux d'admission | Taux moyen sur 5 ans | Classement national | Évolution sur un an |
| ------- | ---------------------------------- | ---------------- | -------------------- | ------------------- | ------------------- |
| PSI     | 13 / 87 élèves                     | 14,9 %           | 11,1 %               | 28e sur 118         | 11                  |
| PT      | 9 / 40 élèves                      | 22,5 %           | 30,0 %               | 25e sur 63          | 5                   |

### BTS et Licence professionnelle
Après le baccalauréat, le lycée propose dix brevets de technicien supérieur (BTS) et une licence professionnelle :
- BTS - Conception de produits industriels (CPI)[o] ;
- BTS - Conception des processus et réalisation des produits (CPRP)[p] ;
- BTS - Conception et réalisation de systèmes automatiques (CRSA)[q] ;
- BTS - Design de produits (DP)[r] ;
- BTS - Électrotechnique (ET)[s] ;
- BTS - Fonderie (FD) (également par apprentissage au CFA)[t] ;
- BTS - Géologie appliquée (GA), en partenariat avec l'ENSG (également par apprentissage au CFA)[u] ;
- BTS - Géomètre-Topographe (GT) (également par apprentissage au CFA)[v] ;
- BTS - Systèmes numériques, option Électronique et communication (SN EC)[w] ;
- BTS - Systèmes numériques, option Informatique et réseaux (SN IR)[x] ;
- Licence pro - Création et administration de système d'information géographique (SIG), en partenariat avec l'université de Lorraine[y].

Le lycée compte également une classe de mise à niveau en arts appliqués (Manaa) offrant aux bacheliers issus des séries générales une année de formation pour intégrer un Diplôme des métiers d'art (DMA) ou un BTS Design.

### Centre de formation d'apprentis (CFA)
Le centre de formation d'apprentis (CFA) interrégional des technologies Henri-Loritz forme par alternance des apprentis à trois brevets de technicien supérieur (BTS), une licence professionnelle, un diplôme de mention complémentaire (MC) et deux formations en fibre optique :
- BTS - Fonderie (FD) (également par voie scolaire au lycée)[t] ;
- BTS - Géologie appliquée (GA), en partenariat avec l'ENSG (également par voie scolaire au lycée)[u] ;
- BTS - Géomètre-Topographe (GT) (également par voie scolaire au lycée)[v] ;
- BTS - Technico-commercial (TC)[ab] ;
- Licence pro - Procédés en contrôle non destructif (PCND), en partenariat avec l'EEIGM et l'IUT de Thionville-Yutz[ac] ;
- Mention complémentaire - Agent de contrôle non destructif (MC CND)[ad] ;
- Formation - Technicien de bureau d'études réseaux numériques (TBERN) (également par formation continue au Greta Lorraine Centre)[ae] ;
- Formation - Technicien réseaux et services très haut débit (TRSTHD) (également par formation continue au Greta Lorraine Centre)[af].

## Personnalités liées au lycée

### Anciens professeurs
- Henri Bergé (1870-1937), professeur de dessin avant 1914[11].

### Anciens élèves
- Émile Friant (1863-1932), graveur, sculpteur et naturaliste.
- René Spaeth (René d'Alsace)  (1890-1972), poète et journaliste régionaliste, fondateur de l'Académie d'Alsace
- Claude Prouvé (1929-2012), architecte.
- Eugène Train (1832-1903), professeur d'architecture.